# André Marquis
Pour les articles homonymes, voir Marquis.
André Amédée Abel Marquis (Toulon, 24 octobre 1883 – La Roche-sur-Yon, 15 octobre 1957) est un vice-amiral français connu pour son rôle lors du sabordage de la flotte à Toulon le 27 novembre 1942.

## Biographie
Fils de René-Julien Marquis, il entre à l'École navale en octobre 1900 et en sort aspirant de 1re classe en octobre 1903. Il sert alors en escadre d'Extrême-Orient sur le Montcalm.
Enseigne de vaisseau en octobre 1905, il embarque sur le cuirassé Saint-Louis en Méditerranée puis devient officier élève à l’École des torpilleurs sur le croiseur Cécille à Toulon en 1908.
Officier en second de la 1re flottille de sous-marins de la Méditerranée en 19099), officier en second du sous-marin Saphir en 1910, il est ensuite aide de camp de l'amiral Louis Dartige du Fournet à bord du croiseur cuirassé Léon Gambetta. Il est promu lieutenant de vaisseau en mars 1912.
Commandant du sous-marin Triton à Cherbourg en 1912, il est nommé en 1914 chef du service torpilles-électricité sur le cuirassé Bretagne en armement à Brest. Il s'attache alors à la mise au point des appareils de tir jusqu'à l'entrée en service du navire en juillet 1916.
En 1916, il commande le sous-marin Brumaire à la division des flottilles de la mer du Nord à Dunkerque puis, en 1917, à celle de la Manche et de l'Océan à Brest. Il enseigne en 1918 l'électricité à l’École navale et devient en janvier 1919, instructeur pour les torpilles et l'électricité sur la Jeanne-d'Arc.
Capitaine de corvette en août 1920, élève de l'École supérieure de marine, il en sort breveté en janvier 1922 avec un témoignage officiel de satisfaction. il est aussitôt nommé officier d'ordonnance du ministre.
Capitaine de frégate en août 1923, il commande à partir d'octobre 1924 l'aviso Ancre et l’École de pilotage de la flotte et obtient un nouveau témoignage de satisfaction pour la qualité de son instruction. Auditeur de l’École de guerre navale et au Centre des hautes études navales en 1927, sous-chef d'état-major du vice-amiral inspecteur général des forces maritimes du Nord, il est nommé attaché naval à Rome en novembre 1928.
Capitaine de vaisseau en décembre 1929, commandant du croiseur-école Jeanne d'Arc en achèvement à Saint-Nazaire. Il en dirige son armement et sa mise au point. Il fait l'objet d'un nouveau témoignage de satisfaction du ministre pour le rôle qu'il a mené.
En 1933, il devient directeur du Centre des hautes études navales où il est chargé du cours de stratégie et est promu contre-amiral en janvier 1936.
Major-général à Cherbourg en mai 1936, il est adjoint en juillet 1937 de l'amiral Raoul Castex à l’École de guerre navale où il enseigne la tactique. En mars 1938, il est nommé au commandement de la 3e division de croiseurs en Méditerranée avec sa marque sur le croiseur la Marseillaise.
Vice-amiral  en juillet 1940, il est nommé en septembre 1940 préfet maritime de Toulon, Sa charge est particulièrement délicate du fait des circonstances. Il est responsable des bateaux de servitude de la Direction du port mais aussi des bâtiments en réparation et en gardiennage d'armistice, donc qui sont dans l'impossibilité d'appareiller.
Il est arrêté par les Allemands lors de l'invasion de la zone Sud puis de l'opération Lila le 27 novembre 1942, jour du sabordage de la flotte à Toulon, il est de nouveau emprisonné au moment de l'épuration à la Libération en France et est révoqué sans pension à compter du 8 septembre 1944.
Condamné par la Haute Cour le 14 août 1946 à cinq ans de prison et à la dégradation nationale à vie, il est gracié en septembre 1950 et amnistié en juillet 1955. En novembre 1956, l'arrêté le révoquant est définitivement cassé par le Conseil d’État, le réhabilitant complètement dans ses droits et pensions.

## Récompenses et distinctions
- Chevalier (1913)[1] puis officier de la Légion d'honneur (1937)[2].
- Décoré de la Francisque[3].
- Une rue de Landudec a été nommée en son honneur.